# Fuorn-hágó
A Fuorn –  közismertebb német nevén Ofen-hágó (Ofenpass), rétoromán nyelven Pass dal Fuorn – egy 2149 méter tengerszint feletti magasságban kialakított közúti összeköttetés a svájci Graubünden kantonban, az engadini Zernec és a Münster-völgyön (Müstair-völgyön) át az olaszországi Val Venosta (német nevén Vinschgau) völgyek  között.
A nyugati oldalán Zernecből kiinduló, jó minőségű B-28 jelzésű hágóút északról a mintegy 19 km-re fekvő hágócsúcsig a Schweizer Nationalparkot határolja. A nemzeti parkkal szembeni oldalon található pihenőhelytől vezet út a  mintegy 7,1 km-re fekvő Munt-la-Shera alagúthoz, amelyen át az olaszországi Livigno érhető el. Az 1774-ből származó Atlass Tyrilensis szerint a hágó a münster-völgy]i Tschierv falu határához tartozott, akkori elnevezése Tschierver Jochl volt. A hágó és hágóút a történelem során mindenkor fontos közúti kapcsolat volt a svájci Engadin-völgy és az olaszországi (korábban ausztriai) Val Venosta (Vinschgau) nevű térségek között.

## Látnivalók
- Müstairi Szent János-kolostor
- Santa Maria zarándoktemplom
- Umbrail-hágó
- Svájci Nemzeti Park